# Entre Campos (stație de metrou din Lisabona)
Entre Campos este o stație a liniei galbene a metroului din Lisabona, situată sub bulevardul Avenida da República, la intersecția cu piața Praça dos Heróis da Guerra Peninsular (fostă Praça de Entrecampos), oferind posibilitate de acces spre Biblioteca Națională și Gara Entrecampos a Infraestruturas de Portugal. Stația este poziționată între Campo Grande și Campo Pequeno, de unde și numele „Entre Campos”.

## Istoric
Entre Campos este una din cele 11 stații ale rețelei originale a metroului din Lisabona și a fost inaugurată pe 29 decembrie 1959.
Proiectul original al stației aparține biroului de arhitectură Falcão e Cunha, iar decorațiunile aparțin pictoriței Maria Keil. Pe 15 iulie 1973, stația a fost extinsă pe baza unui proiect al arhitectului Dinies Gomes, decorațiunile fiind executate tot de Maria Keil. Extinderea a presupus prelungirea peroanelor și construirea unui nou hol de acces.
Pe 11 decembrie 1993 s-au terminat lucrările de reabilitare a stației, proiectul fiind executat de Sanchez Jorge, iar decorațiunile de gravorul Bartolomeu Cid dos Santos și de designerul și artistul plastic José Santa-Bárbara.

## Legături

### Autobuze orășenești

#### Carris
- 207 Cais do Sodré ⇄ Fetais
- 727 Gara Roma-Areeiro ⇄ Restelo - Av. das Descobertas
- 736 Cais do Sodré ⇄ Odivelas (Bairro Dr. Lima Pimentel)
- 738 Quinta dos Barros ⇄ Alto de Santo Amaro
- 744 Marquês de Pombal ⇄ Moscavide (Quinta das Laranjeiras)
- 749 ISEL ⇄ Gara Entrecampos
- 754 Campo Pequeno ⇄ Alfragide
- 783 Amoreiras (centrul comercial) ⇄ Portela - Rua Mouzinho de Albuquerque[4]

#### Aerobus
- Linha 2 Aeroporto ⇄ Sete Rios[5]

### Feroviare

#### Comboios de Portugal
- Sintra ⇄ Lisabona - Oriente
- Sintra ⇄ Alverca
- Alcântara-Terra ⇄ Castanheira do Ribatejo
- Lisabona - Santa Apolónia ⇄ Leiria (Regional)
- Lisabona - Santa Apolónia ⇄ Caldas da Rainha (Regional)
- Lisabona - Santa Apolónia ⇄ Torres Vedras (Regional)
- Lisabona - Oriente ⇄ Évora (Intercity)
- Lisabona - Oriente ⇄ Faro (Intercity)
- Porto - Campanhã ⇄ Faro (Alfa Pendular)[6]

#### Fertagus
- Setúbal ⇄ Roma-Areeiro
- Coina ⇄ Roma-Areeiro[7]